# Цикл женских турниров ITF 2013 (июль — сентябрь)
Цикл женских турниров ITF 2013 (англ. 2013 ITF Women's Circuit) — ежегодный женский тур профессиональных теннисистов, проводимый Международной федерацией тенниса.
Статья содержит результаты третьей четверти года — с июля по сентябрь.

## Расписание

### Легенда
| Призовой фонд |
| 100.000 USD   |
| 75.000 USD    |
| 50.000 USD    |
| 25.000 USD    |
| 15.000 USD    |
| 10.000 USD    |

### Июль
| Дата начала | Турнир                                                                      | Чемпионки (Счёт финала)                            | Финалистки                                         |
| ----------- | --------------------------------------------------------------------------- | -------------------------------------------------- | -------------------------------------------------- |
| 1 июля      | Бангкок, Таиланд $10,000 — Хард Турнир 2013                                 | Лу Цзяцзин 7-6(6) 7-5                              | Чжан Лин                                           |
| 1 июля      | Бангкок, Таиланд $10,000 — Хард Турнир 2013                                 | Лу Цзясян Лу Цзяцзин 6-4 6-4                       | Напапорн Тонгсали Сучанун Виратпрасерт             |
| 1 июля      | Брюссель, Бельгия $10,000 — Грунт Турнир 2013                               | Анна Клазен 6-3 6-3                                | Евгения Пашкова                                    |
| 1 июля      | Брюссель, Бельгия $10,000 — Грунт Турнир 2013                               | Анна Клазен Шарлотта Клазен 6-1 6-3                | Михаэла Був Анастасия Васильева                    |
| 1 июля      | Прокупле, Сербия $10,000 — Грунт Турнир 2013                                | Виктория Томова 7-6(2) 6-2                         | Ксения Кнолль                                      |
| 1 июля      | Прокупле, Сербия $10,000 — Грунт Турнир 2013                                | Лина Джёрческа Далия Зафирова 6-3 6-0              | Виктория Раичич Виктория Томова                    |
| 1 июля      | Стамбул, Турция $10,000 — Хард Турнир 2013                                  | Нурия Паррисас-Диас 6-1 6-2                        | Каролин Ромео                                      |
| 1 июля      | Стамбул, Турция $10,000 — Хард Турнир 2013                                  | Полина Лейкина Лидия Морозова 7-6(2) 7-5           | Марина Колб Надежда Колб                           |
| 1 июля      | Суракарта, Индонезия $10,000 — Хард Турнир 2013                             | Лавиния Тананта 7-5 6-4                            | Юми Миядзаки                                       |
| 1 июля      | Суракарта, Индонезия $10,000 — Хард Турнир 2013                             | Беатрис Гумуля Джесси Ромпис 6-2 6-4               | Алдила Сутджиади Чжу Айвэнь                        |
| 1 июля      | Тоди, Италия $10,000 — Грунт Турнир 2013                                    | Аличе Балдуччи 6-4 6-3                             | Ани Амирагян                                       |
| 1 июля      | Тоди, Италия $10,000 — Грунт Турнир 2013                                    | Ани Амирагян Аличе Балдуччи 6-2 6-3                | Клаудиа Джовине Юка Мори                           |
| 1 июля      | Шарм-эш-Шейх, Египет $10,000 — Хард Турнир 2013                             | Анна Моргина 6-4 6-3                               | Валерия Проспери                                   |
| 1 июля      | Шарм-эш-Шейх, Египет $10,000 — Хард Турнир 2013                             | Полина Монова Юлия Валетова 6-1 7-5                | Виолетта Дегтярёва Анна Пивень                     |
| 1 июля      | Пршеров, Чехия $15,000 — Грунт Турнир 2013                                  | Река-Луца Яни 6-2 7-6(4)                           | Екатерина Александрова                             |
| 1 июля      | Пршеров, Чехия $15,000 — Грунт Турнир 2013                                  | Петра Крейсова Йесика Малецкова 6-1 4-6 [10-5]     | Виктория Кан Анна Познихиренко                     |
| 1 июля      | Денен, Франция $25,000 — Грунт Турнир 2013                                  | Тельяна Перейра 6-4 7-5                            | Альберта Брианти                                   |
| 1 июля      | Денен, Франция $25,000 — Грунт Турнир 2013                                  | Татьяна Буа Арабела Фернандес-Рабенер 7-5 6-2      | Лаура-Йоана Андрей Дия Евтимова                    |
| 1 июля      | Мидделбург, Нидерланды $25,000 — Грунт Турнир 2013                          | Ирэна Павлович 6-3 6-4                             | Ангелика ван дер Мет                               |
| 1 июля      | Мидделбург, Нидерланды $25,000 — Грунт Турнир 2013                          | Вероника Капшай Ксения Палкина 6-3 6-3             | Фатма Аль Набхани Светлана Пироженко               |
| 1 июля      | Сан-Жозе-ду-Риу-Прету, Бразилия $25,000 — Грунт Турнир 2013                 | Флоренсия Молинеро 0-6 6-2 6-3                     | Мария Иригойен                                     |
| 1 июля      | Сан-Жозе-ду-Риу-Прету, Бразилия $25,000 — Грунт Турнир 2013                 | Вероника Сепеде Роиг Адриана Перес 4-6 6-4 [11-9]  | Мария-Фернанда Альварес-Теран Майлен Ору           |
| 1 июля      | Торунь, Польша $25,000 — Грунт Турнир 2013                                  | Паула Каня 6-4 6-4                                 | Катажина Питер                                     |
| 1 июля      | Торунь, Польша $25,000 — Грунт Турнир 2013                                  | Паула Каня Магда Линетт 6-2 4-6 [10-5]             | Юлия Бейгельзимер Елена Богдан                     |
| 1 июля      | Ватерлоо, Канада $50,000 — Грунт Турнир 2013                                | Юлия Глушко 6-1 6-3                                | Габриэла Дабровски                                 |
| 1 июля      | Ватерлоо, Канада $50,000 — Грунт Турнир 2013                                | Габриэла Дабровски Шэрон Фичмен 7-6(6) 6-3         | Миса Эгути Эри Ходзуми                             |
| 1 июля      | Сакраменто, США $50,000 — Хард Турнир 2013                                  | Маё Хиби 7-5 6-0                                   | Мэдисон Бренгл                                     |
| 1 июля      | Сакраменто, США $50,000 — Хард Турнир 2013                                  | Наоми Броуди Сторм Сандерс 6-3 6-4                 | Робин Андерсон Лорен Эмбри                         |
| 1 июля      | Ферсмольд, Германия $50,000 — Грунт Турнир 2013                             | Дина Пфиценмайер 6-4 4-6 6-4                       | Марина Заневская                                   |
| 1 июля      | Ферсмольд, Германия $50,000 — Грунт Турнир 2013                             | София Шапатава Анна Татишвили 6-4 6-4              | Клер Фёэрстен Рената Ворачова                      |
| 8 июля      | Бангкок, Таиланд $10,000 — Хард Турнир 2013                                 | Лу Цзяцзин 5-7 6-3 6-3                             | Кэтрин Уэстбери                                    |
| 8 июля      | Бангкок, Таиланд $10,000 — Хард Турнир 2013                                 | Лу Цзясян Лу Цзяцзин 6-4 6-4                       | Ли Бэйцзи Варуня Вонгтинчай                        |
| 8 июля      | Гечо, Испания $10,000 — Грунт Турнир 2013                                   | Гая Санези 7-5 5-7 7-5                             | Татьяна Буа                                        |
| 8 июля      | Гечо, Испания $10,000 — Грунт Турнир 2013                                   | Жаклин Кабай Авад Корнелия Листер 6-2 6-4          | Эшли Кейр Шарлотта Рёмер                           |
| 8 июля      | Суракарта, Индонезия $10,000 — Хард Турнир 2013                             | Аю-Фани Дамаянти 7-5 6-2                           | Юми Миядзаки                                       |
| 8 июля      | Суракарта, Индонезия $10,000 — Хард Турнир 2013                             | Аю-Фани Дамаянти Лавиния Тананта 4-6 6-1 [10-5]    | Беатрис Гумуля Джесси Ромпис                       |
| 8 июля      | Турин, Италия $10,000 — Грунт Турнир 2013                                   | Клаудиа Джовине 4-6 7-6(6) 6-2                     | Федерика ди Сарра                                  |
| 8 июля      | Турин, Италия $10,000 — Грунт Турнир 2013                                   | Ольга Дорошина Камила Розателло 6-2 6-1            | Мария Мазини Юка Мори                              |
| 8 июля      | Шарм-эш-Шейх, Египет $10,000 — Хард Турнир 2013                             | Анна Моргина 6-1 6-3                               | Полин Пайе                                         |
| 8 июля      | Шарм-эш-Шейх, Египет $10,000 — Хард Турнир 2013                             | Кристи Бокс Абигейл Гатри 6-1 6-2                  | Анна Моргина Наоми Тотка                           |
| 8 июля      | Яссы, Румыния $10,000 — Грунт Турнир 2013                                   | Мари Бенуа 6-3 7-6(0)                              | Ралука Елена Платон                                |
| 8 июля      | Яссы, Румыния $10,000 — Грунт Турнир 2013                                   | Ирина Мария Бара Диана Бузян 6-1 6-2               | Анита Гусарич Катерина Слюсар                      |
| 8 июля      | Ашаффенбург, Германия $25,000 — Грунт Турнир 2013                           | Маша Зец-Пешкирич 6-4 6-4                          | Далила Якупович                                    |
| 8 июля      | Ашаффенбург, Германия $25,000 — Грунт Турнир 2013                           | Деми Схюрс Ева Ваканно 7-5 1-6 [14-12]             | Каролина Даниэльс Лаура Шедер                      |
| 8 июля      | Кампинас, Бразилия $25,000 — Грунт Турнир 2013                              | Мария Иригойен 6-2 6-2                             | Вероника Сепеде Роиг                               |
| 8 июля      | Кампинас, Бразилия $25,000 — Грунт Турнир 2013                              | Вероника Сепеде Роиг Адриана Перес 6-0 6-1         | Флоренсия Молинеро Каролина Себальос               |
| 8 июля      | Стамбул, Турция $25,000 — Хард Турнир 2013                                  | Елизавета Куличкова 6-3 4-6 6-0                    | Катерина Козлова                                   |
| 8 июля      | Стамбул, Турция $25,000 — Хард Турнир 2013                                  | Оксана Калашникова Людмила Киченок 6-2 4-6 [10-7]  | Алёна Фомина Аня Прислан                           |
| 8 июля      | Якима, США $50,000 — Хард Турнир 2013                                       | Николь Гиббс 6-1 6-4                               | Ивана Лисяк                                        |
| 8 июля      | Якима, США $50,000 — Хард Турнир 2013                                       | Джан Абаза Элли Уилл 7-5 3-6 [10-3]                | Наоми Броуди Ирина Фалькони                        |
| 8 июля      | Beijing International Challenger Пекин, Китай $75,000 — Хард Турнир 2013    | Чжан Шуай 6-2 6-1                                  | Чжоу Имяо                                          |
| 8 июля      | Beijing International Challenger Пекин, Китай $75,000 — Хард Турнир 2013    | Лю Чан Чжоу Имяо 7-6(1) 6-4                        | Мисаки Дои Мики Миямура                            |
| 8 июля      | Открытый чемпионат Биаррица Биарритц, Франция $100,000 — Грунт Турнир 2013  | Штефани Фогт 1-6 6-3 6-2                           | Анна Каролина Шмидлова                             |
| 8 июля      | Открытый чемпионат Биаррица Биарритц, Франция $100,000 — Грунт Турнир 2013  | Юлия Бейгельзимер Ольга Савчук 2-6 6-4 [10-8]      | Вера Душевина Ана Врлич                            |
| 15 июля     | Вальядолид, Испания $10,000 — Хард Турнир 2013                              | Андреа Лосаро Гарсия 6-3 3-6 6-0                   | Камилла Розателло                                  |
| 15 июля     | Вальядолид, Испания $10,000 — Хард Турнир 2013                              | Рутуджа Бхосале Камилла Розателло 6-4 6-0          | Лусия Сервера-Васкес Каролина Прац-Миллан          |
| 15 июля     | Измир, Турция $10,000 — Хард Турнир 2013                                    | Зузана Злохова 6-3 3-6 6-0                         | Мелис Сезер                                        |
| 15 июля     | Измир, Турция $10,000 — Хард Турнир 2013                                    | Башак Эрайдын Зузана Злохова 6-1 6-3               | Хуля Эсен Лютфие Эсен                              |
| 15 июля     | Кнокке-Хейст, Бельгия $10,000 — Грунт Турнир 2013                           | Гая Санези 6-3 6-3                                 | Тесс Сюно                                          |
| 15 июля     | Кнокке-Хейст, Бельгия $10,000 — Грунт Турнир 2013                           | Мана Аюкава Моника Зюр 6-2 4-6 [10-8]              | Эльке Лемменс Софи Ойен                            |
| 15 июля     | Нью-Дели, Индия $10,000 — Хард Турнир 2013                                  | Анкита Райна 6-4 6-4                               | Каника Вайдя                                       |
| 15 июля     | Нью-Дели, Индия $10,000 — Хард Турнир 2013                                  | Шармада Балу Совяня Бависетти 6-2 6-4              | Анкита Райна Швета Рана                            |
| 15 июля     | Шарм-эш-Шейх, Египет $10,000 — Хард Турнир 2013                             | Джулия Бруццоне 6-4 6-1                            | Даниэлла Конотопцева                               |
| 15 июля     | Шарм-эш-Шейх, Египет $10,000 — Хард Турнир 2013                             | Линн Киро Маяр Шериф 6-3 6-2                       | Алина Михеева Анна Моргина                         |
| 15 июля     | Эвансвилл, США $10,000 — Хард Турнир 2013                                   | Эмина Бектас 4-6 6-4 6-3                           | Брук Остин                                         |
| 15 июля     | Эвансвилл, США $10,000 — Хард Турнир 2013                                   | Эмина Бектас Брук Болендер 6-4 6-4                 | Дениз Мурезан Жаклин Ву                            |
| 15 июля     | Гранби, Канада $25,000 — Хард Турнир 2013                                   | Риса Одзаки 0-6 7-5 6-2                            | Саманта Маррей                                     |
| 15 июля     | Гранби, Канада $25,000 — Хард Турнир 2013                                   | Лена Литвак Кэрол Чжао 7-5 6-4                     | Жюли Куэн Эмили Уэбли-Смит                         |
| 15 июля     | Дармштадт, Германия $25,000 — Грунт Турнир 2013                             | Петра Убералова 7-6(3) 6-3                         | Лена-Мари Хофманн                                  |
| 15 июля     | Дармштадт, Германия $25,000 — Грунт Турнир 2013                             | Александра Артамонова Натела Дзаламидзе 6-3 7-6(5) | Кристина Шаховец Маша Зец-Пешкирич                 |
| 15 июля     | Имола, Италия $25,000 — Ковёр Турнир 2013                                   | Виктория Кан 3-6 7-5 6-2                           | Людмила Киченок                                    |
| 15 июля     | Имола, Италия $25,000 — Ковёр Турнир 2013                                   | Людмила Киченок Елена Остапенко 6-4 3-6 [10-3]     | Катарина Ленерт Аличе Маттеуччи                    |
| 15 июля     | Кампус-ду-Жордау, Бразилия $25,000 — Хард Турнир 2013                       | Паула Кристина Гонсалвес 3-6 7-5 6-1               | Мария Иригойен                                     |
| 15 июля     | Кампус-ду-Жордау, Бразилия $25,000 — Хард Турнир 2013                       | Паула Кристина Гонсалвес Мария Иригойен 7-5 6-3    | Мария-Фернанда Альварес-Теран Мария-Фернанда Алвес |
| 15 июля     | Уокинг, Великобритания $25,000 — Хард Турнир 2013                           | Пемра Озген 3-6 7-5 7-6(10)                        | Тара Мур                                           |
| 15 июля     | Уокинг, Великобритания $25,000 — Хард Турнир 2013                           | Тара Мур Марта Сироткина 4-6 6-1 [10-7]            | Канаэ Хисами Мари Танака                           |
| 15 июля     | Открытый чемпионат Вогез Контрексевиль, Франция $50,000 — Грунт Турнир 2013 | Тимея Бачински 6-1 6-1                             | Беатрис Гарсия-Видагани                            |
| 15 июля     | Открытый чемпионат Вогез Контрексевиль, Франция $50,000 — Грунт Турнир 2013 | Ванеса Фурланетто Амандин Эсс 7-6(3) 6-4           | Ана Конюх Сильвия Нирич                            |
| 15 июля     | Портленд, США $50,000 — Хард Турнир 2013                                    | Куруми Нара 3-6 6-3 6-3                            | Алисон Риск                                        |
| 15 июля     | Портленд, США $50,000 — Хард Турнир 2013                                    | Ирина Фалькони Николь Мелихар 4-6 6-3 [10-8]       | Саназ Маранд Эшли Вейнхольд                        |
| 15 июля     | ITS Cup Оломоуц, Чехия $100,000 — Грунт Турнир 2013                         | Полона Херцог 6-0 6-3                              | Катажина Питер                                     |
| 15 июля     | ITS Cup Оломоуц, Чехия $100,000 — Грунт Турнир 2013                         | Рената Ворачова Барбора Заглавова-Стрыцова 6-3 6-4 | Мартина Борецкая Тереза Маликова                   |
| 22 июля     | Бад-Вальтерсдорф, Австрия $10,000 — Грунт Турнир 2013                       | Адрияна Лекай 6-2 6-4                              | Ивонн Нойвирт                                      |
| 22 июля     | Бад-Вальтерсдорф, Австрия $10,000 — Грунт Турнир 2013                       | Ленка Кунчикова Каролина Стухлая 6-4 7-6(6)        | Адрияна Лекай Карла Попович                        |
| 22 июля     | Маасейк, Бельгия $10,000 — Грунт Турнир 2013                                | Манон Арканьёли 6-2 3-6 7-5                        | Гритъе Миннен                                      |
| 22 июля     | Маасейк, Бельгия $10,000 — Грунт Турнир 2013                                | Деми Схюрс Ева Ваканно 6-2 4-6 [10-7]              | Бернис ван де Вельде Келли Верстег                 |
| 22 июля     | Остин, США $10,000 — Хард Турнир 2013                                       | Лорен Альбанезе 7-5 5-7 7-6(4)                     | Эма Бургич                                         |
| 22 июля     | Остин, США $10,000 — Хард Турнир 2013                                       | Эма Бургич Блер Шенкл 6-1 7-6(5)                   | Рэйчел Мэй Пирсон Мэдисон Уэстби                   |
| 22 июля     | Палич, Сербия $10,000 — Грунт Турнир 2013                                   | Река-Луца Яни 6-0 6-3                              | Милана Шпремо                                      |
| 22 июля     | Палич, Сербия $10,000 — Грунт Турнир 2013                                   | Вивьен Юхасова Тереза Маликова 3-6 6-4 [10-5]      | Катарина Адамович Владица Бабич                    |
| 22 июля     | Римини, Италия $10,000 — Грунт Турнир 2013                                  | Аличе Балдуччи 6-2 6-1                             | Сабрина Сантамария                                 |
| 22 июля     | Римини, Италия $10,000 — Грунт Турнир 2013                                  | Кейтлин Кристиан Сабрина Сантамария 6-2 6-1        | Джулия Гаспарри Лиза Сабино                        |
| 22 июля     | Сан-Жозе-дус-Кампус, Бразилия $10,000 — Грунт Турнир 2013                   | Монтсеррат Гонсалес 6-3 6-2                        | Лаура Пигосси                                      |
| 22 июля     | Сан-Жозе-дус-Кампус, Бразилия $10,000 — Грунт Турнир 2013                   | Виктория Босио Даниэла Схипперс 7-5 6-4            | Лаура Пигосси Каролина Себальос                    |
| 22 июля     | Стамбул, Турция $10,000 — Хард Турнир 2013                                  | Мелис Сезер 6-2 6-7(3) 6-2                         | Башак Эрайдын                                      |
| 22 июля     | Стамбул, Турция $10,000 — Хард Турнир 2013                                  | Дия Евтимова Мелис Сезер 7-5 6-3                   | Кристина Казимова Владислава Заносиенко            |
| 22 июля     | Тампере, Финляндия $10,000 — Грунт Турнир 2013                              | Карен Барбат 6-1 7-6(5)                            | Любовь Васильева                                   |
| 22 июля     | Тампере, Финляндия $10,000 — Грунт Турнир 2013                              | Юлия Вахачик Нина Цандер 6-4 6-4                   | Эмма Лайне Пия Суомалайнен                         |
| 22 июля     | Хорб-на-Неккаре, Германия $10,000 — Грунт Турнир 2013                       | Каролина Даниэльс 7-5 6-4                          | Синди Бургер                                       |
| 22 июля     | Хорб-на-Неккаре, Германия $10,000 — Грунт Турнир 2013                       | Татьяна Котельникова Хильда Меландер 6-3 6-3       | Каролина Даниэльс Лаура Шедер                      |
| 22 июля     | Шарм-эш-Шейх, Египет $10,000 — Хард Турнир 2013                             | Анна Моргина 6-3 6-2                               | Линда Пренкович                                    |
| 22 июля     | Шарм-эш-Шейх, Египет $10,000 — Хард Турнир 2013                             | Маяр Шериф Зузана Злохова 7-5 6-3                  | Совяня Бависетти Ришика Сункара                    |
| 22 июля     | Виннипег, Канада $25,000 — Хард Турнир 2013                                 | Йоханна Конта 6-3 6-1                              | Саманта Маррей                                     |
| 22 июля     | Виннипег, Канада $25,000 — Хард Турнир 2013                                 | Хейди Эль Табах Элли Кик 6-4 2-6 [10-8]            | Саманта Маррей Джада Уиндли                        |
| 22 июля     | Ле-Контамин-Монжуа, Франция $25,000 — Грунт Турнир 2013                     | Кристина Кучова 7-5 6-7(3) 6-3                     | Клотильда де Бернарди                              |
| 22 июля     | Ле-Контамин-Монжуа, Франция $25,000 — Грунт Турнир 2013                     | Николь Клерико Никола Франкова 3-6 7-6(5) [10-8]   | Ванеса Фурланетто Амандин Эсс                      |
| 22 июля     | Рексем, Великобритания $25,000 — Хард Турнир 2013                           | Диана Марцинкевич 5-7 7-5 6-2                      | Йована Якшич                                       |
| 22 июля     | Рексем, Великобритания $25,000 — Хард Турнир 2013                           | Канаэ Хисами Мари Танака 6-3 7-6(2)                | Анна Смит Мелани Саут                              |
| 22 июля     | Лексингтон, США $50,000 — Хард Турнир 2013                                  | Шелби Роджерс 6-4 7-6(3)                           | Жюли Куэн                                          |
| 22 июля     | Лексингтон, США $50,000 — Хард Турнир 2013                                  | Нича Летпитаксинчай Пеангтарн Плипыч 7-6(5) 6-3    | Юлия Глушко Шанель Симмондс                        |
| 22 июля     | Кубок президента Казахстана Астана, Казахстан $100,000 — Хард Турнир 2013   | Надежда Киченок 6-4 7-5                            | Мария Жуан Кёлер                                   |
| 22 июля     | Кубок президента Казахстана Астана, Казахстан $100,000 — Хард Турнир 2013   | Людмила Киченок Надежда Киченок 6-2 6-2            | Нина Братчикова Валерия Соловьёва                  |
| 29 июля     | Астана, Казахстан $10,000 — Хард Турнир 2013                                | Ксения Кириллова 6-4 4-6 6-1                       | Асия Даир                                          |
| 29 июля     | Астана, Казахстан $10,000 — Хард Турнир 2013                                | Вера Бессонова Евгения Пашкова 3-6 6-1 [12-10]     | Майя Гаверова Елена Немчен                         |
| 29 июля     | Измир, Турция $10,000 — Хард Турнир 2013                                    | Анетт Контавейт 4-6 7-6(4) 6-0                     | Башак Эрайдын                                      |
| 29 июля     | Измир, Турция $10,000 — Хард Турнир 2013                                    | Анетт Контавейт Полина Лейкина 6-4 7-5             | Хуля Эсен Лютфие Эсен                              |
| 29 июля     | Ла-Пас, Боливия $10,000 — Грунт Турнир 2013                                 | Сесилия Коста Мельжар 4-6 6-1 6-1                  | Макарена Оливарес Лопес                            |
| 29 июля     | Ла-Пас, Боливия $10,000 — Грунт Турнир 2013                                 | Гваделупа Морено Франческа Рескальдани 6-2 6-2     | Сара Хименес Стефани Мариэль Петит                 |
| 29 июля     | Ноттингем, Великобритания $10,000 — Хард Турнир 2013                        | Мияби Иноуэ 7-6(5) 6-2                             | Юка Хигути                                         |
| 29 июля     | Ноттингем, Великобритания $10,000 — Хард Турнир 2013                        | Анна Смит Мелани Саут 6-4 6-2                      | Данейка Бортуик Анна Фицпатрик                     |
| 29 июля     | Савитайпале, Финляндия $10,000 — Грунт Турнир 2013                          | Карен Барбат 7-5 6-3                               | Антонина Лысакова                                  |
| 29 июля     | Савитайпале, Финляндия $10,000 — Грунт Турнир 2013                          | Эмма Лайне Пия Сумолайнен 6-4 6-4                  | Анастасия Комардина Аквиле Паразинскайте           |
| 29 июля     | Сан-Паулу, Бразилия $10,000 — Грунт Турнир 2013                             | Бьянка Ботто 7-6(2) 5-7 6-2                        | Габриэла Се                                        |
| 29 июля     | Сан-Паулу, Бразилия $10,000 — Грунт Турнир 2013                             | Лаура Пигосси Каролина Себальос 6-3 6-4            | Наталья Росси Луиза Стефани                        |
| 29 июля     | Форт-Уэрт, США $10,000 — Хард Турнир 2013                                   | Лорен Эмбри 3-6 6-1 3-1 — отказ                    | Мию Като                                           |
| 29 июля     | Форт-Уэрт, США $10,000 — Хард Турнир 2013                                   | Роксанна Эллисон Сьерра Эллисон 6-3 6-4            | Лорен Херринг Миа Кинг                             |
| 29 июля     | Шарм-эш-Шейх, Египет $10,000 — Хард Турнир 2013                             | Николетта ван Эйтерт 6-4 5-7 6-2                   | Линда Пренкович                                    |
| 29 июля     | Шарм-эш-Шейх, Египет $10,000 — Хард Турнир 2013                             | Диэнн Холландс Анастасия Харченко 3-6 6-4 [10-8]   | Ким Килсдонк Николетта ван Эйтерт                  |
| 29 июля     | Роверето, Италия $15,000 — Грунт Турнир 2013                                | Мартина Карегаро 7-6(6) 6-3                        | София Ковалец                                      |
| 29 июля     | Роверето, Италия $15,000 — Грунт Турнир 2013                                | Мартина Карегаро Анна Флорис 3-6 6-4 [10-6]        | Ольга Янчук Шанталь Шкамлова                       |
| 29 июля     | Бад-Заульгау, Германия $25,000 — Грунт Турнир 2013                          | Река-Луца Яни 7-6(4) 6-3                           | Патриция Майр-Ахлайтнер                            |
| 29 июля     | Бад-Заульгау, Германия $25,000 — Грунт Турнир 2013                          | Лаура-Йоана Андрей Елена Богдан 6-7(11) 6-4 [10-8] | Барбора Крейчикова Катерина Синякова               |
| 29 июля     | Viccourt Cup Донецк, Украина $75,000 — Хард Турнир 2013                     | Элина Свитолина 3-6 6-2 7-6(9)                     | Тимея Бабош                                        |
| 29 июля     | Viccourt Cup Донецк, Украина $75,000 — Хард Турнир 2013                     | Юлия Бейгельзимер Рената Ворачова 6-1 6-4          | Весна Долонц Александра Панова                     |
| 29 июля     | Odlum Brown Vancouver Open Ванкувер, Канада $100,000 — Хард Турнир 2013     | Йоханна Конта 6-4 6-2                              | Шэрон Фичмен                                       |
| 29 июля     | Odlum Brown Vancouver Open Ванкувер, Канада $100,000 — Хард Турнир 2013     | Марина Заневская Шэрон Фичмен 6-2 6-2              | Жаклин Како Натали Плускота                        |

### Август
| Дата начала | Турнир                                                                    | Чемпионки (Счёт финала)                                | Финалистки                                          |
| ----------- | ------------------------------------------------------------------------- | ------------------------------------------------------ | --------------------------------------------------- |
| 5 августа   | Арад, Румыния $10,000 — Грунт Турнир 2013                                 | Анастасия Комардина 6-3 6-2                            | Лина Джёрческа                                      |
| 5 августа   | Арад, Румыния $10,000 — Грунт Турнир 2013                                 | Ирина Мария Бара Диана Бузян 6-4 6-3                   | Кристина Адамеску Ана Бьянка Михайла                |
| 5 августа   | Астана, Казахстан $10,000 — Хард Турнир 2013                              | Евгения Пашкова 6-1 6-1                                | Асия Даир                                           |
| 5 августа   | Астана, Казахстан $10,000 — Хард Турнир 2013                              | Вера Бессонова Евгения Пашкова 6-4 3-6 [10-7]          | Ёсими Кавасаки Юми Накано                           |
| 5 августа   | Вена, Австрия $10,000 — Грунт Турнир 2013                                 | Петра Убералова 4-6 6-2 6-2                            | Катерина Крамперова                                 |
| 5 августа   | Вена, Австрия $10,000 — Грунт Турнир 2013                                 | Михаэла Похабова Ребекка Срамкова 7-5 6-2              | Хироко Кувата Хироно Ватанабэ                       |
| 5 августа   | Пирот, Сербия $10,000 — Грунт Турнир 2013                                 | Валентини Грамматикопулу 6-1 6-4                       | Ева Ваканно                                         |
| 5 августа   | Пирот, Сербия $10,000 — Грунт Турнир 2013                                 | Катарина Адамович Владица Бабич 6-0 6-3                | Борислава Ботушарова Ани Вангелова                  |
| 5 августа   | Санта-Крус-де-ла-Сьерра, Боливия $10,000 — Грунт Турнир 2013              | Гваделупа Морено 6-0 0-6 6-2                           | Гваделупа Перес Рохас                               |
| 5 августа   | Санта-Крус-де-ла-Сьерра, Боливия $10,000 — Грунт Турнир 2013              | Мария-Фернанда Альварес-Теран Даниэла Руис 7-5 6-3     | Сесилия Коста Мельжар Камила Джангреко Кампис       |
| 5 августа   | Шарм-эш-Шейх, Египет $10,000 — Хард Турнир 2013                           | Совяня Бависетти 6-1 7-6(1)                            | Анастасия Харченко                                  |
| 5 августа   | Шарм-эш-Шейх, Египет $10,000 — Хард Турнир 2013                           | Ким Килсдонк Николетта ван Эйтерт 6-1 6-0              | Гай Ао Екатерина Лаврикова                          |
| 5 августа   | Измир, Турция $25,000 — Хард Турнир 2013                                  | Ана Врлич 6-1 6-3                                      | Катажина Питер                                      |
| 5 августа   | Измир, Турция $25,000 — Хард Турнир 2013                                  | Александра Крунич Катажина Питер 6-2 6-2               | Кристи Бокс Абигейл Гатри                           |
| 5 августа   | Коксейде, Бельгия $25,000 — Грунт Турнир 2013                             | Ришел Хогенкамп 6-4 6-1                                | Ирэна Павлович                                      |
| 5 августа   | Коксейде, Бельгия $25,000 — Грунт Турнир 2013                             | Магали Кемпен Ники ван Дейк 6-3 7-6(3)                 | Мари Бенуа Кимберли Циммерманн                      |
| 5 августа   | Москва, Россия $25,000 — Хард Турнир 2013                                 | Анастасия Васильева 6-2 6-3                            | Дарья Миронова                                      |
| 5 августа   | Москва, Россия $25,000 — Хард Турнир 2013                                 | Алёна Фомина Анна Шкудун 6-2 7-5                       | Альбина Хабибулина Анастасия Васильева              |
| 5 августа   | Салунга-Лендисвиль, США $25,000 — Хард Турнир 2013                        | Мэдисон Бренгл 6-2 6-0                                 | Оливия Роговска                                     |
| 5 августа   | Салунга-Лендисвиль, США $25,000 — Хард Турнир 2013                        | Моника Адамчак Оливия Роговска 6-2 7-5                 | Шанель Симмондс Эмили Уэбли-Смит                    |
| 5 августа   | Хехинген, Германия $25,000 — Грунт Турнир 2013                            | Карина Виттхёфт 6-1 6-4                                | Лора Торп                                           |
| 5 августа   | Хехинген, Германия $25,000 — Грунт Турнир 2013                            | Барбора Крейчикова Катерина Синякова 6-2 7-5           | Лаура-Йоана Андрей Лора Торп                        |
| 12 августа  | Брчко, Босния и Герцеговина $10,000 — Грунт Турнир 2013                   | Милана Шпремо 1-6 7-5 6-3                              | Мартина Кубичикова                                  |
| 12 августа  | Брчко, Босния и Герцеговина $10,000 — Грунт Турнир 2013                   | Лина Джёрческа Далия Зафирова 7-5 6-1                  | Катарина Йокич Николина Йович                       |
| 12 августа  | Инсбрук, Австрия $10,000 — Грунт Турнир 2013                              | Хильда Меландер 6-2 6-3                                | Тена Лукас                                          |
| 12 августа  | Инсбрук, Австрия $10,000 — Грунт Турнир 2013                              | Люси Браун Хильда Меландер 3-6 6-3 [10-7]              | Настя Колар Полона Ребершак                         |
| 12 августа  | Локри, Италия $10,000 — Грунт Турнир 2013                                 | Жасмин Паолини 6-1 7-5                                 | Жад Суврейн                                         |
| 12 августа  | Локри, Италия $10,000 — Грунт Турнир 2013                                 | Федерика ди Сарра Деспина Папамихаил 6-3 3-6 [10-4]    | Аличе Маттеуччи Камилла Розателло                   |
| 12 августа  | Ратинген, Германия $10,000 — Грунт Турнир 2013                            | Юлия Вахачик 6-3 4-6 6-4                               | Тамара Корпач                                       |
| 12 августа  | Ратинген, Германия $10,000 — Грунт Турнир 2013                            | Каролина Даниэльс Анна Клазен 7-5 6-2                  | Бернис ван де Вельде Каролина Влодарчак             |
| 12 августа  | Ушак, Турция $10,000 — Хард Турнир 2013                                   | Хироко Кувата 7-6(3) 6-2                               | Михаэла Фрлицка                                     |
| 12 августа  | Ушак, Турция $10,000 — Хард Турнир 2013                                   | Николь Колли Леа До 6-3 6-4                            | Михаэла Фрлицка Станислава Грозенская               |
| 12 августа  | Шарм-эш-Шейх, Египет $10,000 — Хард Турнир 2013                           | Клотильда де Бернарди 6-0 6-1                          | Анастасия Харченко                                  |
| 12 августа  | Шарм-эш-Шейх, Египет $10,000 — Хард Турнир 2013                           | Эльке Лемменс Линда Пренкович 6-0 7-6(8)               | Сусанна Селик Санаэ Ота                             |
| 12 августа  | Вестенде, Бельгия $25,000 — Хард Турнир 2013                              | Катерина Синякова 6-1 6-3                              | Катерина Ванькова                                   |
| 12 августа  | Вестенде, Бельгия $25,000 — Хард Турнир 2013                              | Татьяна Буа Даниэла Сегель 6-3 5-7 [11-9]              | Антония Лоттнер Диана Марцинкевич                   |
| 12 августа  | Казань, Россия $50,000 — Хард Турнир 2013                                 | Людмила Киченок 6-2 2-6 6-2                            | Валентина Ивахненко                                 |
| 12 августа  | Казань, Россия $50,000 — Хард Турнир 2013                                 | Вероника Кудерметова Евгения Родина 5-7 6-0 [10-8]     | Александра Артамонова Мартина Борецкая              |
| 12 августа  | Крайова, Румыния $50,000+Н — Грунт Турнир 2013                            | Кристина Кучова 7-5 3-6 6-4                            | Альберта Брианти                                    |
| 12 августа  | Крайова, Румыния $50,000+Н — Грунт Турнир 2013                            | Аличе Балдуччи Катажина Кава 3-6 7-6(3) [10-8]         | Диана Бузян Кристина Шаховец                        |
| 19 августа  | Бухарест, Румыния $10,000 — Грунт Турнир 2013                             | Синди Бургер 6-2 6-3                                   | Кристина Адамеску                                   |
| 19 августа  | Бухарест, Румыния $10,000 — Грунт Турнир 2013                             | Ирина Мария Бара Йоана Лоредана Рошка 6-4 6-4          | Ралука Елена Платон Патрича Мария Циг               |
| 19 августа  | Измир, Турция $10,000 — Хард Турнир 2013                                  | Ипек Сойлу 7-5 6-3                                     | Габриэла ван де Граф                                |
| 19 августа  | Измир, Турция $10,000 — Хард Турнир 2013                                  | Кристина Казимова Кристина Шаховец 6-4 6-1             | Ипек Сойлу Юлия Стаматова                           |
| 19 августа  | Нью-Дели, Индия $10,000 — Хард Турнир 2013                                | Кэтрин Ип 6-3 6-3                                      | Швета Рана                                          |
| 19 августа  | Нью-Дели, Индия $10,000 — Хард Турнир 2013                                | Акари Иноуэ Прартхана Тхомбаре 6-1 6-4                 | Матильда Хамлин Швета Рана                          |
| 19 августа  | Пёрчах-ам-Вёртер-Зе, Австрия $10,000 — Грунт Турнир 2013                  | Джола Барбьери 6-2 6-3                                 | Настя Колар                                         |
| 19 августа  | Пёрчах-ам-Вёртер-Зе, Австрия $10,000 — Грунт Турнир 2013                  | Настя Колар Полона Реберсак 6-0 2-6 [10-4]             | Джола Барбьери Джулия Суссарелло                    |
| 19 августа  | Прага, Чехия $10,000 — Грунт Турнир 2013                                  | Река-Луца Яни 7-5 6-1                                  | Зузана Залабска                                     |
| 19 августа  | Прага, Чехия $10,000 — Грунт Турнир 2013                                  | Ленка Кунчикова Каролина Стухлая 6-3 7-5               | Кристина Грабалова Мария Майерова                   |
| 19 августа  | Флёрюс, Бельгия $10,000 — Грунт Турнир 2013                               | Дениз Хазанюк 6-3 7-6(6)                               | Александра Корашвили                                |
| 19 августа  | Флёрюс, Бельгия $10,000 — Грунт Турнир 2013                               | Татьяна Буа Даниэла Сегель 6-4 6-2                     | Амандин Эсс Дениз Хазанюк                           |
| 19 августа  | Шарм-эш-Шейх, Египет $10,000 — Хард Турнир 2013                           | Анна Моргина 6-3 1-6 7-6(2)                            | Сусанна Селик                                       |
| 19 августа  | Шарм-эш-Шейх, Египет $10,000 — Хард Турнир 2013                           | Никола Горакова Юлия Валетова 3-6 7-6(2) [11-9]        | Маги Азиз Гай Ао                                    |
| 19 августа  | Энсхеде, Нидерланды $10,000 — Грунт Турнир 2013                           | Таисия Мордергер 6-4 6-7(3) 6-2                        | Нина Цандер                                         |
| 19 августа  | Энсхеде, Нидерланды $10,000 — Грунт Турнир 2013                           | Бернарда Пера Светлана Пироженко 6-2 6-1               | Анна Каталина Альзате Эсмурзаева Розали ван дер Хук |
| 19 августа  | Брауншвейг, Германия $15,000 — Грунт Турнир 2013                          | Кристина Барруа 4-6 6-2 6-3                            | Миртиль Жорж                                        |
| 19 августа  | Брауншвейг, Германия $15,000 — Грунт Турнир 2013                          | Клотильда де Бернарди Изабелла Шиникова 3-6 6-1 [10-8] | Тереза Маликова Тереза Смиткова                     |
| 19 августа  | Сан-Луис-Потоси, Мексика $15,000 — Хард Турнир 2013                       | Елена Панджич 6-4 6-4                                  | Ана София Санчес                                    |
| 19 августа  | Сан-Луис-Потоси, Мексика $15,000 — Хард Турнир 2013                       | Каролина Бетанкур Камила Фуэнтес 6-2 6-3               | Ана София Санчес Марсела Сакариас                   |
| 19 августа  | Kivennapa Ladies' Cup Санкт-Петербург, Россия $25,000 — Грунт Турнир 2013 | Полина Виноградова 6-4 7-6(2)                          | София Шапатава                                      |
| 19 августа  | Kivennapa Ladies' Cup Санкт-Петербург, Россия $25,000 — Грунт Турнир 2013 | Виктория Кан Анна Познихиренко 6-2 6-0                 | Юстина Егёлка Ноппаван Летчивакан                   |
| 26 августа  | Анталья, Турция $10,000 — Хард Турнир 2013                                | Владислава Заносиенко 7-5 6-2                          | Карла Форте                                         |
| 26 августа  | Анталья, Турция $10,000 — Хард Турнир 2013                                | Андреа Бенитес Карла Форте 4-6 6-3 [10-8]              | Эмма Лайне Мелани Саут                              |
| 26 августа  | Баньятика, Италия $10,000 — Грунт Турнир 2013                             | Джола Барбьери 6-3 3-6 6-1                             | Анна Шефер                                          |
| 26 августа  | Баньятика, Италия $10,000 — Грунт Турнир 2013                             | Клаудиа Джовине Анастасия Гримальская 6-3 6-3          | Сильвия Моччола Наташа Пилуду                       |
| 26 августа  | Белград, Сербия $10,000 — Грунт Турнир 2013                               | Тамара Чурович 6-4 6-3                                 | Тереза Маликова                                     |
| 26 августа  | Белград, Сербия $10,000 — Грунт Турнир 2013                               | Эмма Микульчич Деяна Райцкович 3-6 6-3 [10-5]          | Марина Лазич Эмма Полич                             |
| 26 августа  | Йонволь, Южная Корея $10,000 — Хард Турнир 2013                           | Ван Яфань 6-1 6-4                                      | Ким Сун Чун                                         |
| 26 августа  | Йонволь, Южная Корея $10,000 — Хард Турнир 2013                           | Ким Сун Чун Ю Мин Хва 6-1 7-5                          | Кхан Со Кхюн Ким Чм Юн                              |
| 26 августа  | Каслано, Швейцария $10,000 — Грунт Турнир 2013                            | Барбора Штефкова 6-3 6-1                               | Кьяра Гримм                                         |
| 26 августа  | Каслано, Швейцария $10,000 — Грунт Турнир 2013                            | Кьяра Гримм Джил Белен Тайхманн 6-4 4-6 [10-4]         | Сара Оттомано Барбора Штефкова                      |
| 26 августа  | Нью-Дели, Индия $10,000 — Хард Турнир 2013                                | Бхувана Калва 6-4 7-5                                  | Акари Иноуэ                                         |
| 26 августа  | Нью-Дели, Индия $10,000 — Хард Турнир 2013                                | Акари Иноуэ Ли Хуачжэнь 6-0 7-6(3)                     | Матильда Хамлин Швета Рана                          |
| 26 августа  | Роттердам, Нидерланды $10,000 — Грунт Турнир 2013                         | Бернарда Пера 1-6 6-3 7-5                              | Амандин Эсс                                         |
| 26 августа  | Роттердам, Нидерланды $10,000 — Грунт Турнир 2013                         | Амандин Эсс Деми Схюрс 3-6 7-5 [10-4]                  | Эльке Лемменс Светлана Пироженко                    |
| 26 августа  | Шарм-эш-Шейх, Египет $10,000 — Хард Турнир 2013                           | Фатма Аль Набхани 7-5 6-3                              | Яна Сизикова                                        |
| 26 августа  | Шарм-эш-Шейх, Египет $10,000 — Хард Турнир 2013                           | Анна Моргина Яна Сизикова 6-2 6-4                      | Никола Горакова Юлия Валетова                       |
| 26 августа  | Мамая, Румыния $25,000 — Грунт Турнир 2013                                | Кристина Дину 6-7 7-5 6-0                              | Синди Бургер                                        |
| 26 августа  | Мамая, Румыния $25,000 — Грунт Турнир 2013                                | Камила Керимбаева Кристина Шаховец 6-3 7-5             | Диана Бузян Инес Феррер Суарес                      |
| 26 августа  | Флёрюс, Бельгия $25,000 — Грунт Турнир 2013                               | Аранча Рус 6-3 6-2                                     | Диана Марцинкевич                                   |
| 26 августа  | Флёрюс, Бельгия $25,000 — Грунт Турнир 2013                               | Ирина Хромачёва Диана Марцинкевич 6-4 6-3              | Габриэла Се Даниэла Сегель                          |
| 26 августа  | Цукуба, Япония $25,000 — Хард Турнир 2013                                 | Нао Хибино 6-4 7-6(2)                                  | Эрика Сэма                                          |
| 26 августа  | Цукуба, Япония $25,000 — Хард Турнир 2013                                 | Чжань Цзиньвэй Сюй Вэньсинь 6-2 6-1                    | Ли Ясюань Юми Миядзаки                              |
| 26 августа  | Казань, Россия $50,000+H — Хард Турнир 2013                               | Анна-Лена Фридзам 6-2 6-3                              | Марта Сироткина                                     |
| 26 августа  | Казань, Россия $50,000+H — Хард Турнир 2013                               | Валентина Ивахненко Катерина Козлова 6-4 6-1           | Башак Эрайдын Вероника Капшай                       |

### Сентябрь
| Дата начала | Турнир                                                                                | Чемпионки (Счёт финала)                                              | Финалистки                             |
| ----------- | ------------------------------------------------------------------------------------- | -------------------------------------------------------------------- | -------------------------------------- |
| 2 сентября  | Анталья, Турция $10,000 — Хард Турнир 2013                                            | Ана Богдан 6-0 6-2                                                   | Малин Улвефельдт                       |
| 2 сентября  | Анталья, Турция $10,000 — Хард Турнир 2013                                            | Эмма Лайне Мелани Саут 6-4 6-3                                       | Патчарин Чиапчандей Танапорн Тхонгсинг |
| 2 сентября  | Белград, Сербия $10,000 — Грунт Турнир 2013                                           | Ксения Кнолль 6-3 6-3                                                | Наталья Костич                         |
| 2 сентября  | Белград, Сербия $10,000 — Грунт Турнир 2013                                           | Лина Джёрческа Камелия-Елена Христя 6-0 6-1                          | Тамара Чурович Ксения Кнолль           |
| 2 сентября  | Йонволь, Южная Корея $10,000 — Хард Турнир 2013                                       | Ван Яфань 2-6 6-1 6-2                                                | Ли Бэйцзи                              |
| 2 сентября  | Йонволь, Южная Корея $10,000 — Хард Турнир 2013                                       | Хон Сын Ён Ли Хе Мин 5-7 6-2 [10-5]                                  | Аю-Фани Дамаянти Лавиния Тананта       |
| 2 сентября  | Шарм-эш-Шейх, Египет $10,000 — Хард Турнир 2013                                       | Фатма Аль-Набхани 6-4 6-1                                            | Анна Моргина                           |
| 2 сентября  | Шарм-эш-Шейх, Египет $10,000 — Хард Турнир 2013                                       | Анна Моргина Яна Сизикова 6-7(4) 6-1 [10-8]                          | Фатма Аль Набхани Алина Михеева        |
| 2 сентября  | Юи, Бельгия $10,000 — Грунт Турнир 2013                                               | Дебора Керфс 6-4 6-4                                                 | Нина Цандер                            |
| 2 сентября  | Юи, Бельгия $10,000 — Грунт Турнир 2013                                               | Франциска Кёниг Каролина Влодарчак 6-2 6-4                           | Юлия Вахачик Нина Цандер               |
| 2 сентября  | Берлин, Германия $15,000 — Грунт Турнир 2013                                          | Диана Сумова 6-3 7-5                                                 | Исалин Бонавентюре                     |
| 2 сентября  | Берлин, Германия $15,000 — Грунт Турнир 2013                                          | Исалин Бонавентюре Корнелия Листер 6-4 3-6 [10-5]                    | Ленка Кунчикова Каролина Стухлая       |
| 2 сентября  | Сараево, Босния и Герцеговина $15,000 — Грунт Турнир 2013                             | Лена-Мария Хофманн 6-4 6-2                                           | Лиза-Мария Мозер                       |
| 2 сентября  | Сараево, Босния и Герцеговина $15,000 — Грунт Турнир 2013                             | Вивьен Юхасова Тереза Маликова 6-4 6-1                               | Анита Гусарич Лиза-Мария Мозер         |
| 2 сентября  | Алфен-ан-ден-Рейн, Нидерланды $25,000 — Грунт Турнир 2013                             | Аранча Рус 4-6 6-2 6-2                                               | Карина Виттхёфт                        |
| 2 сентября  | Алфен-ан-ден-Рейн, Нидерланды $25,000 — Грунт Турнир 2013                             | Синди Бургер Даниэла Сегель 6-4 6-1                                  | Деми Схюрс Ева Ваканно                 |
| 2 сентября  | Москва, Россия $25,000 — Грунт Турнир 2013                                            | Анастасия Васильева 6-2 6-1                                          | Евгения Родина                         |
| 2 сентября  | Москва, Россия $25,000 — Грунт Турнир 2013                                            | Анна Шкудун Алёна Сотникова 6-3 6-4                                  | Ольга Янчук Анетт Контавейт            |
| 2 сентября  | Ното, Япония $25,000 — Трава Турнир 2013                                              | Доротея Эрич 6-0 6-3                                                 | Эри Ходзуми                            |
| 2 сентября  | Ното, Япония $25,000 — Трава Турнир 2013                                              | Эри Ходзуми Макото Ниномия 6-4 6-4                                   | Кадзуса Ито Юка Мори                   |
| 2 сентября  | Местре, Италия $50,000 — Грунт Турнир 2013                                            | Клер Фёэрстен 6-1 7-6(2)                                             | Настя Колар                            |
| 2 сентября  | Местре, Италия $50,000 — Грунт Турнир 2013                                            | Лора Торп Штефани Фогт 7-6(5) 7-5                                    | Петра Крейсова Тереза Смиткова         |
| 2 сентября  | Трабзон, Турция $50,000 — Хард Турнир 2013                                            | Александра Крунич 1-6 6-4 6-3                                        | Стефани Форетц Гакон                   |
| 2 сентября  | Трабзон, Турция $50,000 — Хард Турнир 2013                                            | Юлия Бейгельзимер Марина Заневская 6-3 6-1                           | Алёна Фомина Кристина Шаховец          |
| 9 сентября  | Анталья, Турция $10,000 — Хард Турнир 2013                                            | Шанталь Шкамлова 7-5 6-3                                             | Катерина Крамперова                    |
| 9 сентября  | Анталья, Турция $10,000 — Хард Турнир 2013                                            | Михаэла Фрлицка Катерина Крамперова 6-3 7-6(4)                       | Шанталь Шкамлова Кристина Шаховец      |
| 9 сентября  | Буэнос-Айрес, Аргентина $10,000 — Грунт Турнир 2013                                   | Ванеса Фурланетто 6-4 6-4                                            | Марлиз Шуппер                          |
| 9 сентября  | Буэнос-Айрес, Аргентина $10,000 — Грунт Турнир 2013                                   | Флавия Гимараес Буэно Стефани Мариэль Пети 6-2 6-4                   | Ванеса Фурланетто Каролина Себальос    |
| 9 сентября  | Врнячка-Баня, Сербия $10,000 — Грунт Турнир 2013                                      | Ребекка Срамкова 6-3 6-2                                             | Дуня Стаменкович                       |
| 9 сентября  | Врнячка-Баня, Сербия $10,000 — Грунт Турнир 2013                                      | Лина Джёрческа Полина Лейкина 6-4 6-3                                | Ребекка Срамкова Наталья Вайдова       |
| 9 сентября  | Киото, Япония $10,000 — Ковёр(i) Турнир 2013                                          | Хироко Кувата 6-3 6-2                                                | Акико Ёнэмура                          |
| 9 сентября  | Киото, Япония $10,000 — Ковёр(i) Турнир 2013                                          | Мию Като Хироко Кувата 6-4 6-2                                       | Мана Аюкава Эми Мутагути               |
| 9 сентября  | Куритиба, Бразилия $10,000 — Грунт Турнир 2013                                        | Ана-Клара Дуарте 6-1 6-4                                             | Натали Курата                          |
| 9 сентября  | Куритиба, Бразилия $10,000 — Грунт Турнир 2013                                        | Каролина Мелижени Родригес Алвес Летисия Гарсия Видал 4-6 6-4 [10-8] | Мария Витория Бейрао Ана-Клара Дуарте  |
| 9 сентября  | Льейда, Испания $10,000 — Грунт Турнир 2013                                           | Алёна Большова-Задойнов 6-1 6-4                                      | Маяр Шериф                             |
| 9 сентября  | Льейда, Испания $10,000 — Грунт Турнир 2013                                           | Адрияна Лекай Алёна Тарасова 6-3 6-4                                 | Татьяна Буа Лусия Сервера-Васкес       |
| 9 сентября  | Митилини, Греция $10,000 — Хард Турнир 2013                                           | Клартье Либенс 6-2 6-1                                               | Мария Саккари                          |
| 9 сентября  | Митилини, Греция $10,000 — Хард Турнир 2013                                           | Эшли Мёрдок Ева Рашкевич 1-6 6-2 [10-7]                              | Лора Дейджман Лиза Сабино              |
| 9 сентября  | Пула, Италия $10,000 — Грунт Турнир 2013                                              | Аличе Маттеуччи 5-7 6-2 7-5                                          | Клаудиа Джовине                        |
| 9 сентября  | Пула, Италия $10,000 — Грунт Турнир 2013                                              | Джорджа Маркетти Жасмин Паолини 7-6(3) 7-6(3)                        | Александра Нанкэрроу Лаура Шедер       |
| 9 сентября  | Тлемсен, Алжир $10,000 — Грунт Турнир 2013                                            | Инес Иббу 6-1 6-1                                                    | Амандин Казо                           |
| 9 сентября  | Тлемсен, Алжир $10,000 — Грунт Турнир 2013                                            | Амандин Казо Алина Вессель 6-2 7-5                                   | Шивика Бурман Швета Рана               |
| 9 сентября  | Шарм-эш-Шейх, Египет $10,000 — Хард Турнир 2013                                       | Яна Сизикова 7-6(7) 3-6 7-5                                          | Прартхана Тхомбаре                     |
| 9 сентября  | Шарм-эш-Шейх, Египет $10,000 — Хард Турнир 2013                                       | Джулия Бруццоне Алина Михеева 4-6 6-4 [10-4]                         | Ола Абу Зекри Гай Ао                   |
| 9 сентября  | Тувумба, Австралия $15,000 — Хард Турнир 2013                                         | Изабелла Холланд 2-6 7-6(6) 6-3                                      | Зузана Злохова                         |
| 9 сентября  | Тувумба, Австралия $15,000 — Хард Турнир 2013                                         | Томоко Докэй Юрина Косино 6-2 5-7 [10-7]                             | Кэрис Райан Зузана Злохова             |
| 9 сентября  | Инчхон, Южная Корея $25,000 — Хард Турнир 2013                                        | Эрика Сэма 6-3 6-4                                                   | Юрика Сэма                             |
| 9 сентября  | Инчхон, Южная Корея $25,000 — Хард Турнир 2013                                        | Мики Миямура Акико Омаэ 6-4 6-7(6) [11-9]                            | Нича Летпитаксинчай Пеангтарн Плипыч   |
| 9 сентября  | Мон-де-Марсан, Франция $25,000 — Грунт Турнир 2013                                    | Тельяна Перейра 6-1 6-4                                              | Полин Пармантье                        |
| 9 сентября  | Мон-де-Марсан, Франция $25,000 — Грунт Турнир 2013                                    | Сесилия Коста Мельжар Даниэла Сегель 6-4 6-2                         | Ализе Лим Лора Торп                    |
| 9 сентября  | Подгорица, Черногория $25,000 — Грунт Турнир 2013                                     | Штефани Фогт 6-4 6-3                                                 | Анетт Контавейт                        |
| 9 сентября  | Подгорица, Черногория $25,000 — Грунт Турнир 2013                                     | Владица Бабич Ива Мековец 4-6 7-6(1) [10-5]                          | Катерина Ванькова Маша Зец-Пешкирич    |
| 9 сентября  | Реддинг, США $25,000 — Хард Турнир 2013                                               | Адриана Перес 2-6 6-2 6-1                                            | Робин Андерсон                         |
| 9 сентября  | Реддинг, США $25,000 — Хард Турнир 2013                                               | Робин Андерсон Лорен Эмбри 6-4 5-7 [10-7]                            | Жаклин Како Элли Кик                   |
| 9 сентября  | Allianz Cup София, Болгария $25,000 — Грунт Турнир 2013                               | Патриция Майр-Ахлайтнер 6-2 1-6 6-3                                  | Кристина Кучова                        |
| 9 сентября  | Allianz Cup София, Болгария $25,000 — Грунт Турнир 2013                               | Дия Евтимова Виктория Томова 6-4 2-6 [10-6]                          | Беатрис Гарсия-Видагани Река-Луца Яни  |
| 9 сентября  | Санья, Китай $50,000 — Хард Турнир 2013                                               | Каролина Плишкова 6-3 6-4                                            | Чжэн Сайсай                            |
| 9 сентября  | Санья, Китай $50,000 — Хард Турнир 2013                                               | Сунь Цзыюэ Сюй Шилинь 6-7(5) 6-3 [10-3]                              | Ян Чжаосюань Чжао Ицзин                |
| 9 сентября  | Трабзон, Турция $50,000 — Хард Турнир 2013                                            | Анна-Лена Фридзам 4-6 6-3 6-3                                        | Юлия Бейгельзимер                      |
| 9 сентября  | Трабзон, Турция $50,000 — Хард Турнир 2013                                            | Оксана Калашникова Александра Крунич 6-2 6-1                         | Ани Амирагян Далила Якупович           |
| 16 сентября | Алжир, Алжир $10,000 — Грунт Турнир 2013                                              | Шеразад Бенамар 6-1 3-6 6-1                                          | Швета Рана                             |
| 16 сентября | Алжир, Алжир $10,000 — Грунт Турнир 2013                                              | Шеразад Бенамар Амандин Казо 6-0 6-3                                 | Шивика Бурман Швета Рана               |
| 16 сентября | Анталья, Турция $10,000 — Хард Турнир 2013                                            | Ксения Палкина 6-3 6-1                                               | Каролин Ромео                          |
| 16 сентября | Анталья, Турция $10,000 — Хард Турнир 2013                                            | Дениз Хазанюк Ксения Палкина 6-7(5) 7-6(3) [10-8]                    | Катарина Ленерт Шанталь Шкамлова       |
| 16 сентября | Будва, Черногория $10,000 — Грунт Турнир 2013                                         | Ива Мековец 6-0 1-6 6-3                                              | Катарина Йокич                         |
| 16 сентября | Будва, Черногория $10,000 — Грунт Турнир 2013                                         | Эма Микульчич Деяна Райцкович 6-2 6-2                                | Деа Хердзелас Ана Бьянка Михайла       |
| 16 сентября | Пула, Италия $10,000 — Грунт Турнир 2013                                              | Жад Суврейн 6-3 3-6 6-3                                              | Лаура Шедер                            |
| 16 сентября | Пула, Италия $10,000 — Грунт Турнир 2013                                              | Кверина Лемойне Габриэла ван де Граф 6-4 6-7(10) [10-3]              | Агата Бараньская Пиа Кёниг             |
| 16 сентября | Росарио, Аргентина $10,000 — Грунт Турнир 2013                                        | Ванеса Фурланетто 6-2 6-1                                            | Фернанда Брито                         |
| 16 сентября | Росарио, Аргентина $10,000 — Грунт Турнир 2013                                        | Ванеса Фурланетто Каролина Себальос 7-6(2) 6-2                       | София Луини Гваделупа Перес Рохас      |
| 16 сентября | Шарм-эш-Шейх, Египет $10,000 — Хард Турнир 2013                                       | Юлия Валетова 6-7(5) 7-5 7-6(4)                                      | Джулия Бруццоне                        |
| 16 сентября | Шарм-эш-Шейх, Египет $10,000 — Хард Турнир 2013                                       | Прартхана Тхомбаре Юлия Валетова 6-1 6-4                             | Виктория Богословская Евгения Свинцова |
| 16 сентября | Кэрнс, Австралия $15,000 — Хард Турнир 2013                                           | Азра Хаджич 6-3 3-6 6-2                                              | Джессика Мур                           |
| 16 сентября | Кэрнс, Австралия $15,000 — Хард Турнир 2013                                           | Изабелла Холланд Салли Пирс 7-6(2) 4-6 [10-7]                        | Мию Като Юрина Косино                  |
| 16 сентября | Батуми, Грузия $25,000 — Хард Турнир 2013                                             | Александра Панова 6-4 0-6 7-5                                        | Катерина Козлова                       |
| 16 сентября | Батуми, Грузия $25,000 — Хард Турнир 2013                                             | Валентина Ивахненко Катерина Козлова 6-0 6-4                         | Алёна Фомина Кристина Шаховец          |
| 16 сентября | Добрич, Болгария $25,000 — Грунт Турнир 2013                                          | Патриция Майр-Ахлайтнер 6-1 6-2                                      | Кристина Дину                          |
| 16 сентября | Добрич, Болгария $25,000 — Грунт Турнир 2013                                          | Ксения Кнолль Теодора Мирчич 7-5 7-6(5)                              | Изабелла Шиникова Далия Зафирова       |
| 16 сентября | Открытый чемпионат Сен-Мало Сен-Мало, Франция $25,000 — Грунт Турнир 2013             | Тельяна Перейра 6-2 6-1                                              | Полин Пармантье                        |
| 16 сентября | Открытый чемпионат Сен-Мало Сен-Мало, Франция $25,000 — Грунт Турнир 2013             | Елица Костова Флоренсия Молинеро 6-2 6-4                             | Катинка фон Дайхманн Нина Цандер       |
| 16 сентября | AEGON GB Pro-Series Shrewsbury Шрусбери, Великобритания $25,000 — Хард(i) Турнир 2013 | Алисон ван Эйтванк 7-5 6-1                                           | Марта Сироткина                        |
| 16 сентября | AEGON GB Pro-Series Shrewsbury Шрусбери, Великобритания $25,000 — Хард(i) Турнир 2013 | Чагла Бююкакчай Пемра Озген 4-6 6-4 [10-8]                           | Саманта Маррей Джада Уиндли            |
| 16 сентября | Coleman Vision Tennis Championships Альбукерке, США $75,000 — Хард Турнир 2013        | Шелби Роджерс 6-2 6-3                                                | Анна Татишвили                         |
| 16 сентября | Coleman Vision Tennis Championships Альбукерке, США $75,000 — Хард Турнир 2013        | Элени Данилиду Коко Вандевеге 6-4 7-6(2)                             | Мелани Уден Тейлор Таунсенд            |
| 23 сентября | Амелия-Айленд, США $10,000 — Грунт Турнир 2013                                        | Торнадо Алисия Блэк 4-6 6-0 6-0                                      | Александра Мюллер                      |
| 23 сентября | Амелия-Айленд, США $10,000 — Грунт Турнир 2013                                        | Мария-Фернанда Алвес Александра Мюллер 7-5 6-3                       | Роксанна Эллисон Сьерра Эллисон        |
| 23 сентября | Анталья, Турция $10,000 — Грунт Турнир 2013                                           | Шерезад Бенамр 6-7(1) 6-0 3-0 — отказ                                | Лена-Мари Хофманн                      |
| 23 сентября | Анталья, Турция $10,000 — Грунт Турнир 2013                                           | Лена-Мари Хофманн Анна Клазен 6-2 6-2                                | Камонван Буаям Барбора Штефкова        |
| 23 сентября | Варна, Болгария $10,000 — Грунт Турнир 2013                                           | Борислава Ботушарова 6-4 1-6 7-6(2)                                  | Пернилла Мендесова                     |
| 23 сентября | Варна, Болгария $10,000 — Грунт Турнир 2013                                           | Ралука Елена Платон Ева Ваканно 6-3 6-4                              | Михаэла Був Камелия Елена Христя       |
| 23 сентября | Ламбаре, Парагвай $10,000 — Грунт Турнир 2013                                         | Монсеррат Гонсалес 6-2 6-1                                           | Лорен Альбанезе                        |
| 23 сентября | Ламбаре, Парагвай $10,000 — Грунт Турнир 2013                                         | Карла Бруццези Авелья Каролина Себальос 6-2 7-5                      | Сара Хименес Монсеррат Гонсалес        |
| 23 сентября | Марафон, Греция $10,000 — Хард Турнир 2013                                            | Аминат Кушхова 6-0 7-5                                               | Мария Саккари                          |
| 23 сентября | Марафон, Греция $10,000 — Хард Турнир 2013                                            | Керен Шломо Сарай Штеренбах 3-6 6-1 [10-8]                           | Ли Бэйцзи Мария Саккари                |
| 23 сентября | Монастир, Тунис $10,000 — Хард Турнир 2013                                            | Линда Пренкович 6-1 6-4                                              | Виктория Мунтян                        |
| 23 сентября | Монастир, Тунис $10,000 — Хард Турнир 2013                                            | Линда Пренкович Бернице ван дер Вельде 6-2 4-6 [10-7]                | Кристина Казимова Варвара Кузнецова    |
| 23 сентября | Прага, Чехия $10,000 — Грунт Турнир 2013                                              | Екатерина Александрова 6-3 3-6 6-2                                   | Ленка Юрикова                          |
| 23 сентября | Прага, Чехия $10,000 — Грунт Турнир 2013                                              | Йесика Малецкова Тереза Маликова 6-2 6-2                             | Джил Нора Энгельманн Ивонн Нойвирт     |
| 23 сентября | Пула, Италия $10,000 — Грунт Турнир 2013                                              | Аличе Балдуччи 6-2 6-4                                               | Клаудиа Джовине                        |
| 23 сентября | Пула, Италия $10,000 — Грунт Турнир 2013                                              | Клаудиа Джовинне Аличе Маттеуччи 1-6 6-3 [10-5]                      | Каролина Даниэльс Лаура Шедер          |
| 23 сентября | Шарм-эш-Шейх, Египет $10,000 — Хард Турнир 2013                                       | Ипек Сойлу 4-6 6-0 6-2                                               | Джулия Бруццоне                        |
| 23 сентября | Шарм-эш-Шейх, Египет $10,000 — Хард Турнир 2013                                       | Джулия Бруццоне Карина Вендитти 7-6(4) 6-4                           | Виктория Богословская Евгения Свинцова |
| 23 сентября | Клермон-Ферран, Франция $25,000 — Хард(i) Турнир 2013                                 | Жюли Куэн 3-6 6-1 6-4                                                | Доротея Эрич                           |
| 23 сентября | Клермон-Ферран, Франция $25,000 — Хард(i) Турнир 2013                                 | Марта Домаховска Михаэлла Крайчек 5-7 6-4 [10-8]                     | Маргарита Гаспарян Алёна Сотникова     |
| 23 сентября | Лафборо, Великобритания $25,000 — Хард(i) Турнир 2013                                 | Анна-Лена Фридзам 6-3 6-0                                            | Алисон ван Эйтванк                     |
| 23 сентября | Лафборо, Великобритания $25,000 — Хард(i) Турнир 2013                                 | Чагла Бююкакчай Пемра Озген 6-2 5-7 [10-6]                           | Магда Линетт Тереза Смиткова           |
| 23 сентября | Севилья, Испания $25,000 — Грунт Турнир 2013                                          | Тельяна Перейра 7-6(5) 6-3                                           | Флоренсия Молинеро                     |
| 23 сентября | Севилья, Испания $25,000 — Грунт Турнир 2013                                          | Паула Кристина Гонсалвес Флоренсия Молинеро 6-3 7-5                  | Сесилия Коста Мельжар Гая Санези       |
| 23 сентября | Фергана, Узбекистан $25,000 — Хард Турнир 2013                                        | Нигина Абдураимова 2-6 6-1 7-6(4)                                    | Анастасия Васильева                    |
| 23 сентября | Фергана, Узбекистан $25,000 — Хард Турнир 2013                                        | Людмила Киченок Полина Пехова 6-4 6-2                                | Михаэла Гончова Вероника Капшай        |
| 23 сентября | Лас-Вегас, США $50,000 — Хард Турнир 2013                                             | Мелани Уден 5-7 6-3 6-3                                              | Коко Вандевеге                         |
| 23 сентября | Лас-Вегас, США $50,000 — Хард Турнир 2013                                             | Тамира Пашек Коко Вандевеге 6-4 6-2                                  | Дениз Мюрсан Кейтлин Хуриски           |
| 23 сентября | Телави, Грузия $50,000 — Грунт Турнир 2013                                            | Александра Панова 7-5 6-1                                            | Виктория Кан                           |
| 23 сентября | Телави, Грузия $50,000 — Грунт Турнир 2013                                            | Мария Елена Камерин Аня Прислан 7-5 6-2                              | Анна Цая Маша Зец-Пешкирич             |
| 30 сентября | Албена, Болгария $10,000 — Грунт Турнир 2013                                          | Вивиан Златанова 6-3 3-6 7-6(5)                                      | Борислава Ботушарова                   |
| 30 сентября | Албена, Болгария $10,000 — Грунт Турнир 2013                                          | Ева Ваканно Далия Зафирова 4-6 6-2 [10-8]                            | Лина Джёрческа Камелия-Елена Христя    |
| 30 сентября | Анталья, Турция $10,000 — Грунт Турнир 2013                                           | Юлия Самусёва 6-1 6-0                                                | Сусанна Селик                          |
| 30 сентября | Анталья, Турция $10,000 — Грунт Турнир 2013                                           | Алёна Кирпот Юлия Самусёва 4-6 6-3 [10-3]                            | Ирина Шиманович Александра Зеновка     |
| 30 сентября | Асунсьон, Парагвай $10,000 — Грунт Турнир 2013                                        | Бьянка Ботто 6-7(6) 6-2 6-2                                          | Каролина Себальос                      |
| 30 сентября | Асунсьон, Парагвай $10,000 — Грунт Турнир 2013                                        | Карла Бруццези Авелья Каролина Себальос 6-1 6-3                      | Виктория Босио Фернанда Брито          |
| 30 сентября | Марафон, Греция $10,000 — Хард Турнир 2013                                            | Полина Лейкина 5-7 6-4 6-3                                           | Ли Бэйцзи                              |
| 30 сентября | Марафон, Греция $10,000 — Хард Турнир 2013                                            | Аминат Кушхова Полина Лейкина 7-5 6-3                                | Франциска Кёниг Лиза Сабино            |
| 30 сентября | Монастир, Тунис $10,000 — Хард Турнир 2013                                            | Мария Марфутина 6-2 6-2                                              | Арабела Фернандес-Рабенер              |
| 30 сентября | Монастир, Тунис $10,000 — Хард Турнир 2013                                            | Линда Пренкович Бернис ван де Велде 6-2 6-4                          | Мария Марфутина Нина Штадлер           |
| 30 сентября | Солин, Хорватия $10,000 — Грунт Турнир 2013                                           | Барбора Крейчикова 6-2 6-2                                           | Тереза Маликова                        |
| 30 сентября | Солин, Хорватия $10,000 — Грунт Турнир 2013                                           | Деа Хердзелас Барбора Котелесова 7-6(4) 6-3                          | Габриэла Патучкова Доминика Патерова   |
| 30 сентября | Хилтон-Хед-Айленд, США $10,000 — Грунт Турнир 2013                                    | Элли Халбауэр 7-6(5) 7-5                                             | Александра Мюллер                      |
| 30 сентября | Хилтон-Хед-Айленд, США $10,000 — Грунт Турнир 2013                                    | Александра Мюллер Джиллиан О`Нил 6-4 6-1                             | Кристи Бокс Абигейл Гатри              |
| 30 сентября | Шарм-эш-Шейх, Египет $10,000 — Хард Турнир 2013                                       | Анна Моргина 6-3 3-6 7-5                                             | Ипек Сойлу                             |
| 30 сентября | Шарм-эш-Шейх, Египет $10,000 — Хард Турнир 2013                                       | Анна Моргина Яна Сизикова 6-2 6-3                                    | Джулия Бруццоне Карина Вендитти        |
| 30 сентября | Сьюдад-Виктория, Мексика $15,000 — Хард Турнир 2013                                   | Виктория Родригес 6-2 4-6 4-0 — отказ                                | Ана София Санчес                       |
| 30 сентября | Сьюдад-Виктория, Мексика $15,000 — Хард Турнир 2013                                   | Мария-Фернанда Альварес-Теран Мария Иригойен 7-6(2) 6-3              | Сюй Цзеюй Ана София Санчес             |
| 30 сентября | Будапешт, Венгрия $25,000 — Грунт Турнир 2013                                         | Катерина Синякова 3-6 6-2 6-1                                        | Альберта Брианти                       |
| 30 сентября | Будапешт, Венгрия $25,000 — Грунт Турнир 2013                                         | Тимея Бачински Ксения Кнолль 7-6(3) 6-2                              | Река-Луца Яни Вероника Капшай          |
| 30 сентября | Валь-де-Ушо, Испания $25,000 — Грунт Турнир 2013                                      | Аранча Рус 6-1 6-1                                                   | Ализе Лим                              |
| 30 сентября | Валь-де-Ушо, Испания $25,000 — Грунт Турнир 2013                                      | Флоренсия Молинеро Лора Торп 6-1 6-4                                 | Синди Бургер Аранча Рус                |
| 30 сентября | Перт, Австралия $25,000 — Хард Турнир 2013                                            | Арина Родионова 7-5 6-4                                              | Ирина Фалькони                         |
| 30 сентября | Перт, Австралия $25,000 — Хард Турнир 2013                                            | Эрика Сэма Юрика Сэма 7-5 6-1                                        | Моника Адамчак Тамми Паттерсон         |